# Paroisse de Sheffield
Pour les articles homonymes, voir Sheffield (homonymie).
La paroisse de Sheffield est à la fois une paroisse civile et un ancien district de services locaux (DSL) canadien du comté de Sunbury, située au sud du Nouveau-Brunswick. Elle comprend les autorités taxatrices de Sheffield Intérieur et de Sheffield Extérieur. Dans le cadre de la réforme de la gouvernance locale du 1er janvier 2023, le territoire du DSL a été réparti entre le vilage de Grand Lake et le district rural de la Région-de-la-capitale.

## Toponyme
La paroisse est nommée ainsi en l'honneur de John Baker Holroyd, baron Sheffield de Dunamor (1735-1821).

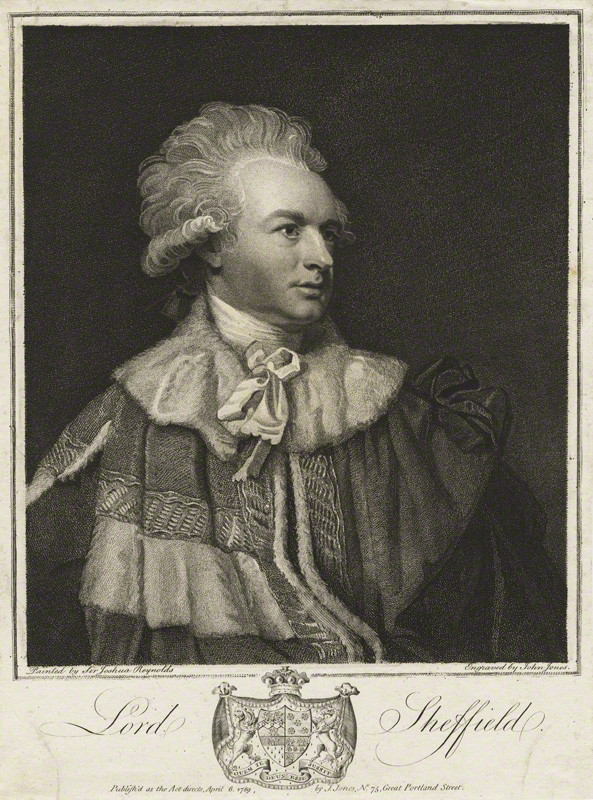
Le comte Sheffield de Dunamor

## Géographie

### Situation
La paroisse de Sheffield se trouve dans le comté de Sunbury, à 33 kilomètres de route à l'est de Fredericton et à 103 km au nord de Saint-Jean. La paroisse est bordée par le fleuve Saint-Jean au sud.
La paroisse de Sheffield est limitrophe de la paroisse de Maugerville à l'ouest, de la paroisse de Northfield au nord et de la paroisse de Canning à l'est. Sur la rive opposée du fleuve, au sud, se trouvent la paroisse de Burton au sud et Upper Gagetown. La ville la plus proche est Oromocto, à 14 km à l'ouest.
Le territoire comprend plusieurs lacs, dont les principaux sont le lac French, le lac Indian et le lac Maquapit.

### Hameaux et lieux-dits
La paroisse comprend les hameaux de Fernmount, Lakeville Corner, Randall Corner, Ripples et Sheffield.

## Histoire
Selon William Francis Ganong, Maquapit est un ancien et important village malécite, dont l'emplacement entre le lac Maquapit et le Grand Lac en faisait un bon site pour la pêche ; de nombreux artéfacts ont été retrouvés à cet endroit.
Selon Ganong, il y avait peut-être un village acadien au bord du lac French ou même sur l'île Apple, qui aurait pu être fondé après 1758 par les rescapés de la campagne du fleuve Saint-Jean.
Les premiers Anglais, en provenance de la Nouvelle-Angleterre, s'installent le long du fleuve en 1763 ; leur établissement fait alors partie de Maugerville. Le lac French et la rivière Little sont colonisés par des Loyalistes entre 1784 et 1785. L'arrière-pays est partiellement colonisé par leurs descendants.
En 1825, le territoire est en partie touché par les Grands feux de la Miramichi, qui dévastent entre 10 000 km2 et 20 000 km2 dans le centre et le nord-est de la province et tuent en tout plus de 280 personnes,. L'inondation de 1854 cause des dommages importants mais est peu documentée.
La municipalité du comté de Sunbury est dissoute en 1966. La paroisse de Sheffield devient un district de services locaux en 1967.

## Démographie
| 2001 | 2006 | 2011 | 2016 |
| ---- | ---- | ---- | ---- |
| 887  | 909  | 853  | 809  |

## Économie
Entreprise Central NB, membre du Réseau Entreprise, a la responsabilité du développement économique.

## Administration

### Comité consultatif
En tant que district de services locaux, Sheffield est administré directement par le Ministère des Gouvernements locaux du Nouveau-Brunswick, secondé par un comité consultatif élu composé de cinq membres dont un président.

### Commission de services régionaux
La paroisse de Sheffield fait partie de la Région 11, une commission de services régionaux (CSR) devant commencer officiellement ses activités le 1er janvier 2013. Contrairement aux municipalités, les DSL sont représentés au conseil par un nombre de représentants proportionnel à leur population et leur assiette fiscale. Ces représentants sont élus par les présidents des DSL mais sont nommés par le gouvernement s'il n'y a pas assez de présidents en fonction. Les services obligatoirement offerts par les CSR sont l'aménagement régional, l'aménagement local dans le cas des DSL, la gestion des déchets solides, la planification des mesures d'urgence ainsi que la collaboration en matière de services de police, la planification et le partage des coûts des infrastructures régionales de sport, de loisirs et de culture; d'autres services pourraient s'ajouter à cette liste.

### Représentation et tendances politiques
Nouveau-Brunswick: La majeure partie de Sheffield est comprise dans la circonscription provinciale de Grand Lake-Gagetown, qui est représentée à l'Assemblée législative du Nouveau-Brunswick par Ross Wetmore, du Parti progressiste-conservateur. Il fut élu lors de l'élection de 2010. Une portion à l'ouest du territoire est plutôt comprise dans la circonscription provinciale de Fredericton-Fort Nashwaak, qui est représentée à l'Assemblée législative du Nouveau-Brunswick par Pam Lynch, du Parti progressiste-conservateur. Elle fut élue lors de l'élection de 2010.
 Canada: Sheffield fait partie de la circonscription fédérale de Fredericton. Cette circonscription est représentée à la Chambre des communes du Canada par Keith Ashfield, du Parti conservateur.

## Vivre dans la paroisse de Sheffield
Le DSL est inclus dans le territoire du sous-district 10 du district scolaire Francophone Sud. Les écoles francophones les plus proches sont à Fredericton et Oromocto alors que les établissements d'enseignement supérieurs les plus proches sont dans le Grand Moncton.
L'église St. Mary's de Ripples est une église anglicane. Il y a un bureau de poste à Ripples. Les détachements de la Gendarmerie royale du Canada les plus proches sont à Minto et à Oromocto.
Les quotidiens anglophones sont le Telegraph-Journal, publié à Saint-Jean, et The Daily Gleaner, de Fredericton. Les francophones bénéficient quant à eux du quotidien L'Acadie nouvelle, publié à Caraquet et de l'hebdomadaire L'Étoile, de Dieppe.

## Culture

### Personnalités
- Frederick Eustace Barker (1838-1915), avocat et homme politique, né à Sheffield
- Charles Burpee (1817-1909), agriculteur et homme politique, né à Sheffield
- Isaac Burpee (1825-1885), homme d'affaires et homme politique, né à Sheffield
- Newton Ramsay Colter (1844-1917), médecin et homme politique, né à Sheffield
- Humphrey Pickard Cowperthwaite (1838-1924), prêtre et administrateur, né à Sheffield

### Architecture et monuments
La maison Burpee-Bridges est un site historique provincial.